# Notamacropus
Notamacropus — рід дрібних сумчастих з родини кенгурових.
У 2019 році переоцінка таксономії макропод визначила, що Notamacropus і Osfhranter, які раніше вважалися підродами Macropus, мають бути переведені на рівень роду. Ця зміна була прийнята Австралійським фауністичним довідником у 2020 році.

## Види
Рід налічує 7 сучасних та 1 вимерлий види:
- Notamacropus agilis
- Notamacropus dorsalis
- Notamacropus parma
- Notamacropus rufogriseus
- Notamacropus eugenii
- Notamacropus irma
- Notamacropus parryi
- †Notamacropus greyi